# Втрати проросійських сил внаслідок російського вторгнення в Україну (2019)

## Вересень
| Прізвище, ім'я, по батькові | Звання | Посада / підрозділ          | Місце народження | Дата загибелі       | Місце загибелі | Примітки |
| Денисюк Юрій Олексійович    |        | Російська православна армія | Ясинувата        | 06.09.2019 (31 рік) |                |          |

## Жовтень
| Прізвище, ім'я, по батькові       | Звання | Посада / підрозділ                                                            | Місце народження | Дата загибелі             | Місце загибелі | Примітки       |
| Корчиєвський Сергій Володимирович |        | 5-та окрема мотострілецька бригада «Оплот»                                    | Донецьк          | 1 жовтня 2019 (29 років)  |                |                |
| Молчанов Володимир Львович        |        | 9-й окремий полк морської піхоти                                              | Чкаловське       | 4 жовтня 2019 (56 років)  |                | вибух гранати  |
| Мішин Максим Олександрович        |        | 1-ша окрема мотострілецька бригада                                            | Слов'янськ       | 8 жовтня 2019 (35 років)  |                | псевдо "Мішок" |
| Сєлєдцов Сергій Васильович        |        | 11-й окремий мотострілецький полк «Восток»                                    | Макіївка         | 10 жовтня 2019 (31 рік)   |                |                |
| Коверняк Денис Леонідович         |        | вогнементник, 1 взвод, рота РХБЗ, 3-тя окрема мотострілецька бригада «Беркут» | Горлівка         | 28 жовтня 2019 (39 років) | Зайцеве        |                |
| Нартов Андрій Олександрович       |        | 100-та окрема мотострілецька бригада                                          | Мар'їнка         | 31 жовтня 2019 (42 роки)  | Лозове         | псевдо "Свят"  |

## Листопад
| Прізвище, ім'я, по батькові | Звання | Посада / підрозділ | Місце народження | Дата загибелі               | Місце загибелі | Примітки |
| Анохін Олексій Михайлович   |        |                    | Єнакієве         | 1 листопада 2019 (39 років) | Горлівка       |          |

## Грудень
| Прізвище, ім'я, по батькові     | Звання  | Посада / підрозділ                                    | Місце народження | Дата загибелі             | Місце загибелі          | Примітки         |
| Афенкін Леонід Юр'євич          | рядовий | 1-ша окрема мотострілецька бригада                    | Старобешеве      | 1 грудня 2019 (28 років)  | Майорове                | підрив на МОН-50 |
| Євтіхов Антон Вікторович        |         | стрілець-зенітник, 1-ша окрема мотострілецька бригада | Макіївка         | 1 грудня 2019 (27 років)  | Майорове                | підрив на МОН-50 |
| Гутковський Геннадій Васильович |         |                                                       | Сіверськ         | 11 грудня 2019 (57 років) |                         |                  |
| Однолєпков Костянтин            |         | співробітник ФСБ                                      |                  | 19 грудня 2019 (35 років) | Москва                  |                  |
| Тичина Михайло Володимирович    | сержант | командир БМ                                           | Донецьк          | 20 грудня 2019 (35 років) |                         |                  |
| Дураченко Володимир Юрійович    | рядовий | 12-й БТРо                                             | Брянка           | 27 грудня 2019 (24 роки)  | поблизу м. Світлодарськ |                  |